# Герб Залізничного (Пологівський район)
Герб Залізничного — офіційний геральдичний символ селища Залізничне Пологівського району Запорізької області. Символіку розроблено авторським творчим колективом: Смєнова Г. П.,Кияниця І. І.,Чуб І. Л.

## Опис
Герб складається з щита та геральдичного натюрморту (картуша).
Щит — напівкруглий, срібний, з червоною главою. По центру глави розміщено золоту сваргу, яка обертається за годинниковою стрілкою. Обабіч сварги, зліва та справа — два срібних соняшника з золотими кошиками насіння.
Між червоною главою та срібним полем горизонтально розміщена чорно-біла смуга — умовне позначення залізниці (герб є промовистим).
На срібному полі — залізний кінь (у малюнку чорний з сірим). Щит вписано в декоративний картуш, увінчаний золотою короною з 7-ми колосків. Під короною — перетнуті лук, шабля та бандура. Обабіч щита дві хвилясті срібні стрічки, поєднані з бунчуком та трикутним козацьким прапором.

## Значення символів
У герб вкладено наступний зміст:
Золота сварга (сонячне колесо) — знак сонця, енергії та одночасно — вічного руху. Сонцеворот — давній, у тому числі і слов'янський знак. Несе символіку вітру, який гуляє степом, сонця, дякуючи якому розквітає все живе. Це вічна зміна пір року та зв'язок поколінь. Побажання придбання як матеріальних, так і духовних благ, несе чоловіче начало. У цьому разі ще вказує на обертальний рух (двигун, колесо, елементи механізмів, нагадує лопаті двигуна («Мотор-січ»).
Соняшник — знак господньої любові. По всій Україні у хатах вишивали та малювали соняшники, саджали їх біля тинів та на городах. У геральдиці це символ родючості, єдності, сонячного світла, процвітання, достатку а також символ миру. Насінини у кошику соняшника поєднані і створюють одне ціле, як і повинно бути у сільській громаді. Також у цьому випадку пов'язується з переробкою та вирощуванням соняшника.
Металевий кінь — у цьому образі і залізниця, і поклади підземних копалин (чорний колір — надра землі) і сила, мужність, рішучість, прагнення до свободи, історичне минуле краю. У цьому образі і махновщина, і Дике Поле, і безмежний степ. Крім того, поблизу селища протікає річка Жеребець, отже, кінь ще натякає на географічне становище сільської ради.
Декоративний картуш підтримує символічне значення щита. Золота корона з колосків — вказує на те, що поселення розташоване у сільській місцевості, де важливим заняттям для жителів є землеробство. Хліб, пшениця вінчає все. Лук, шабля, бунчук, козацьке знамено — історичне минуле нашого краю, де споконвіку мчали на конях орди кочівників, козаки боронили свою свободу, свою землю і свій народ. Бандура — оспіване в народних піснях та переказах гуляйпілля, народна поезія та народна пам'ять про минуле.
Дві срібні стрічки — дорога, рух, час, все наше життя. Звивисті обриси підкреслюють рух коня, роблять усю композицію динамічною, рухливою, спрямованою у далечінь.
Цей герб — попередження про те, яка сила і які багатства містяться у надрах нашої землі. Закликає до обережності, необхідності берегти пам'ять про наше минуле, шанувати степ, над яким тисячоліттями неслися вітри історії, людей, які пролили кров за те, щоб ми зараз могли мирно жити на нашій землі. Це — зв'язок поколінь, який ми не маємо права порушити.
А також символізує єдність, родючість, багатство, у тому числі і багатство наших надр, рух, розвиток, степ, сонце. Точно відповідає назві селища, його історії та сьогоденню.
Символіка кольору:
- Пурпуровий або червоний — сміливість, мужність, військова слава наших прадідів, щедрість, любов. Тут — ще колір вогню, вогняної стихії.
- Червоний найбільш сповнений енергетикою, збуджує, закликає до дій, але й до обережності.
- Золото — могутність, багатство, віра, справедливість, милосердя. Срібло (у геральдиці білий) — благородство, щирість, чистота, правдивість.
- Чорний колір — земні надра, могутність, постійність.